# Jakab Mihály
Jakab Mihály (Kaba, 1900. március 25. – Budapest, 1975. március 5.) orvos, belgyógyász, Jakab Dezső építész és Jakab László belgyógyász unokaöccse.

## Életpályája
Jakab Mátyás (1862–1932) gazdatiszt és Sorger Irén (1876–1940) gyermekeként született zsidó családban. Apja később a Liget Szanatórium ügyvezető igazgatója lett, amelynek épületét nagybátyja, Ligeti Dezső tervezte. Középiskolai tanulmányait Budapesten végezte, majd a pécsi Erzsébet Tudományegyetem hallgatója volt, ahol 1924-ben általános orvosi oklevelet szerzett, majd három évvel később belgyógyász szakorvosi vizsgát tett. 1924 és 1927 között a pécsi egyetem Belgyógyászati Klinikájának gyakornoka, egyetemi tanársegéde, 1927 és 1939 között az Országos Tisztviselői Betegsegélyezési Alap (OTBA) orvosa volt. 1939 és 1943 között származása miatt munkaszolgálatosként a budapesti Kun utcai Kórház belgyógyász szakorvosaként dolgozott. A második világháború után az Országos Társadalombiztosító Intézet (OTI) Gépgyári Társpénztárainak felülvizsgáló főorvosa és a Ganz Villamossági Gyár üzemi főorvosa, s egyúttal körzeti orvos is volt. 1950–1956 között a budapesti Koltói Anna Baleseti Kórház klinikai tanársegéde, majd a Budapesti Orvostudományi Egyetem III. számú Belgyógyászati Klinika Laboratóriumának egyetemi tanársegéde volt. 1956-tól haláláig a budapesti Balassa János Kórház laboratóriumi főorvosaként működött. Kísérletes és klinikai belgyógyászattal, kísérletes pancreatitisszel foglalkozott, a zsíranyagcsere vizsgálati módszereinek nemzetközileg is elismert kutatóorvosa volt. Magyarországon elsőként végzett elektroforetikus vizsgálatot lipoproteineken.
Házastársa Adler Anna volt, Adler Ernő és Presser Szidónia lánya, akivel 1935. október 30-án Budapesten kötött házasságot. 1940-ben elváltak.
Három héttel 75. születésnapja előtt, Budapesten hunyt el, a Farkasréti temetőben nyugszik.

## Főbb művei
- Az anaemia perniciosa májkezelése. Barta Imrével. (Orvosi Hetilap, 1928)
- Vizsgálatok a zinksulfat próba értékéről a pancreatitisek diagnosztikájában (Orvosi Hetilap, 1953)
- Savós folyadékgyülemek fehérjéinek vizsgálata. Fischer Antallal, Rohny Bélánéval. (Magyar Belorvosi Archívum, 1957)
- A heparin clearing visszafordításának mechanizmusa. Gács Jánossal, Gerő Sándorral, Perényi Lászlóval. (Kísérletes Orvostudomány, 1958)
- Sebészeti, urológiai és laboratóriumi tapasztalataink az intramuscularis Chlorocid injekció alkalmazásakor. Drexler Miklóssal, Palócz Istvánnal. (Magyar Sebészet, 1962)
- Vizsgálatok a zinksulfat próba értékéről a pancreatitisek diagnosztikájában (Orvosi Hetilap, 1963. 6.)
- Diencephalon funkciós vizsgálatok vegetatív regulációs zavarokban. Hradsky Annával, Hajós Máriával. (Balassa János Kórház Orvosi Közleményei, 1970)
- Myocardialis infarktus és szénhidrát-anyagcserezavar összefüggései. Végh Katalinnal. (Balassa János Kórház Orvosi Közleményei, 1972)